# AWS (zespół muzyczny)

Logo zespołu

AWS – węgierski zespół muzyczny, grający muzykę z pogranicza rocka i metalu alternatywnego z post hardcore’em. Zespół został założony latem 2006 roku przez Bence Bruckera, Dániela Kökényesa, Örsa Siklósiego i Árona Veressa.
W 2018 wygrali węgierski festiwal A Dal z piosenką „Viszlát nyár”, z którą reprezentowali Węgry w 63. Konkursie Piosenki Eurowizji w Lizbonie.

## Historia
Od czasu debiutu w 2006 nagrali cztery albumy: Fata Morgana (2011), Égésföld (2014), Kint a vízből (2016) i Fekete részem (2018). Grali koncerty w wielu węgierskich klubach i na festiwalach (Sziget, EFOTT, Rockmaraton, RockPart, Pannónia, FEZEN, Fishing On Orfű), a także za granicą: w Rumunii, Słowenii, Austrii i Wielkiej Brytanii.
W 2011 wygrali konkurs MTV Brand New oraz otrzymali nagrodę specjalną na gali International Live Awards. W 2012 z utworem „Világposztolás” wygrali konkurs Null-sík, zorganizowany przez Instrumentweb. W tym samym roku dostali zaproszenie do programu Akusztik w stacji Petőfi Rádió, w którym zarejestrowano specjalny koncert akustyczny. Odbyli trasę koncertową z zespołami Subscribe, Blind Myself i Road. W konkursie Suzuki viaDal, dzięki głosom publiczności zdobyli nagrodę w wysokości miliona forintów na nagranie teledysku. Jesienią 2015 zagrali samodzielny koncert w klubie Dürer Kert.
Na początku 2017 do składu zespołu przyłączył się gitarzysta basowy Soma Schiszler. 6 grudnia muzycy poinformowali, że z piosenką „Viszlát nyár” zakwalifikowali się do programu A Dal węgierskiej telewizji Duna, będącego krajowymi eliminacjami do 63. Konkursu Piosenki Eurowizji. 27 stycznia 2018 wystąpili w pierwszym koncercie eliminacyjnym i z pierwszego miejsca przeszli do półfinału, który został rozegrany 17 lutego. Zajęli w nim pierwsze miejsce i znaleźli się w finale, który wygrali 24 lutego, dzięki temu zostali reprezentantami Węgier w 63. Konkursie Piosenki Eurowizji w Lizbonie. 10 maja wystąpili jako trzynaści w kolejności w drugim półfinale konkursu i z dziesiątego miejsca zakwalifikowali się do finału, który odbył się 12 maja. Wystąpili w nim z 21. numerem startowym i zajął 21. miejsce po zdobyciu 93 punktów w tym 65 punktów od telewidzów (15. miejsce) i 28 pkt od jurorów (22. miejsce).
5 lutego 2021 w wieku 29 lat zmarł wokalista zespołu, Örs Siklósi, który chorował na białaczkę. W 2023 roku zespół kontynuował działalność z nowym wokalistą, Tamásem Stefánem.

## Członkowie
Obecny skład
- Bence Brucker – gitara
- Dániel Kökényes – gitara
- Áron Veress – perkusja
- Soma Schiszler – gitara basowa
- Tamás Stefán - wokal

Byli członkowie
- † Örs Siklósi – śpiew
- Marcell Varga – gitara basowa
- Gergő Varga – gitara basowa
- Bence Petrik – syntetyzator
- Ákos Illisz – gitara basowa

## Dyskografia

### Albumy studyjne
- Fata Morgana (2011)
- Égésföld (2014)
- Kint a vízből (2016)
- Fekete részem (2018)